# Arena Stožice
Arena Stožice je večnamenska prireditvena dvorana na severni strani Ljubljane. Namenjena je predvsem kulturnim in športnim dogodkom. Je najsodobnejša in največja v Sloveniji in ustreza vsem zahtevam Evrolige za igranje mednarodnih tekem. V njej domače tekme igrajo klubi KK Union Olimpija, RK Krim in ACH Volley. Dvorana ima 12.480 sedežev za košarko in rokomet ter 14.800 za koncertne prireditve. Površina dvorane je 14.164 kvadratnih metrov. Arena stoji v severozahodnem delu Športnega parka Stožice. Poleg nje je Stadion Stožice, ki je bil zgrajen sočasno z dvorano. Arhitekturni kompleks gradbeno še ni zaključen.

## Zgodovina
Dvorana je ime dobila po naselju, severno od Ljubljane, nekoč vasi Stóžice. Ob širitvi mesta je po nekdanji občini prevzel ime Bežigrad.
Ker je dvorana zasnovana kot večnamenska, v njej poleg že naštetih prireditev občasno prirejajo še hokejske, teniške, motokrosistične tekme itd. 
Dvorana je bila odprta 10. avgusta 2010 s košarkarsko tekmo med slovensko in špansko reprezentanco. Po podaljšku so zmagali Španci z rezultatom 72-79.
Leta 2013 je gostila zaključne tekme košarkarskega tekmovanja za evropsko prvenstvo.

## Galerija
- Notranjost Arene
- Arena Stožice, EuroBasket 2013
- Stožice Arena